# Трепавице
Трепавице су длаке које расту на ивици капака код људи и које спречавају зној и страна тела као што су прашина да приступе очима. Трепавице имају сличну улогу кожи због тога што јачају затегнутост капака током склапања ока.

## Анатомија
Горње трепавице су многобројније од доњих трепавица: од сто педесет до двеста трепавица за горњи део и  педесет до сто педесет трепавица за дорњи део. Њихова дужина износи од од 8 до 12 мм за горње и 6-8 мм за доње трепавице. Што се тиче циклуса трепавица неки реурси говоре о бројци од три до пет месеци док други говоре од тридесет до шездесет дана.
Трепавице расту континуирано, чак и током хемотерапије.

## Код других животиња
Трепавице, као длаке, налазе се код сисара. Камилине трепавице су изванредно дуге и густе. Коњи и краве такође имају трепавице. Наслеђени проблеми са трепавицама уобичајени су код неких раса паса као и коња. 
Лечење проблема се врши као и код човека, антибиотицима или кремама.

## У култури

### Cимболизам
У арапској и персијској поезији трепавице се сматрају оружјем љубави која је уграђена у очи. Упоређена је са копљима, мачевима, стрелама.